# С-500
С-500 Прометеј такође познат као 55Р6М Триумфатор-М је руски ракетни анти-балистички систем земља-ваздух, намењен да замени ракетни систем А-135 који се тренутно користи да допуни ракетни систем С-400. С-500 је у развоју Концерна за ваздушну одбрану Алмаз-Антеј. Првобитно је планирано да производња овог система започне 2014. године. Тренутно је у плану увођење у употребу 2020. године. Својим карактеристикама биће врло сличан америчком терминалском одбрамбеном систему велике висине.

## Историја
Иако дели сличну ознаку са пројектом С-500У из 1960-их, веза између њих остаје нејасна. Вишенаменски противавионски систем С-500У покренут 1968. године од стране Совјетских снага за ваздушну одбрану, Совјетске ратне морнарице, Министарства радиоиндустрије (Министарство Радио Промисхленности СССР) и Министарства бродоградње за стварање јединственог комплекса за национални ваздух Одбрамбене трупе, морнарице и копнене трупе. Ракете комплекса С-500У требало је да пресретну непријатељске летелице на домету до 100 км. Совјетска војска је одбила комплексни пројекат С-500У САМ, који је имао намену да пресретне не само непријатељске летелице, већ и балистичке ракете кратког домета. Сходно томе, уместо њега су развијени системи С-300 (СА-10 и СА-12).
Систем је 2009. године био у фази пројектовања у Алмаз-Антеј и требало је да буде завршен 2012. године. У фебруару 2011. године објављено је да би прве јединице С-500 требало да буду у серијској производњи до 2014. године. Два производна погона за производњу С-500 требало би да буду изграђена до 2013, а прве испоруке су тада планиране за 2015. или 2017. Према првотним плановима, десет батаљона С-500 требало је набавити за руску против-ваздухопловну одбрану у оквиру Државног програма наоружања 2020 (ГПВ-2020).
С-500 ће се развијати паралелно са С-400 и планирано је да заједно замене ракетне системе С-300. У плану је да прве јединице буду распоређене око Москве и централног подручја Русије. Морнаричка верзија је вероватно наоружање за нови разарач класе Лидер, који треба да уђе у употребу након 2020. године.
Директор компаније Ростек Корпорејшн Сергеј Чемезов прогласио је почетак производње С-500 30. јуна 2019.

## Тестирање
У мају 2018. Русија је извела најдаљи домет ракета земља-ваздух до данас са С-500. Према извештајима који се позивају на неименоване изворе упознате са америчким обавештајним подацима о програму, С-500 је успео да погоди мету удаљену само 77 миља, што је за 80 миља више од претходног рекорда.
Дана 4. јуна 2019. руско Министарство одбране објавило је видео снимак на коме се види успешно пресретање тестног мета који је потврдио тест новог система против балистичке ракете у облику ракете далеког домета од земље до ваздуха. Иако није споменута природа система противваздушне одбране који се тестирао, нашироко се нагађа да је реч о тесту ракетног система С-500 Прометеј дугог домета ваздушно-ракетног система који је ушао у рану производњу почетком године.
Радар С-500 тестиран је у јесен 2019.

## Карактеристике
С-500 је нова генерација ракетног система земља-ваздух. Дизајниран је за пресретање и уништавање интерконтиненталних балистичких ракета, као и хиперсоничних крстарећих ракета и летелица, за противваздушну одбрану од раног упозоравања и управљања у ваздуху и за заустављање авиона. Са планираним дометом од 600 км за против-балистичку ракету (АБМ) и 500 км за противваздушну одбрану, С-500 би могао да детектује и истовремено ангажује до 10 балистичких ракета хиперзвучни циљеви који лете брзином од 5 km/s, односно 18.000 km/h (11.000 mph), до границе од 7 km/s, односно 25.000 km/h (16.000 mph)). Такође има за циљ уништавање хиперсоничних крстарећих ракета и других ваздушних циљева брзинама већим од 5 Маха, као и свемирских летјелица. Надморска висина циљаног мета може бити већа од 180–200 км. Ефикасан је против балистичких пројектила са дометом лансирања од 3.500 km, радар достиже радијус од 3.000 км (1.300 км за ЕПР 0,1 квадратни метар). Остали циљеви против којих је најављено да ће овај систем бити ефикасан су: беспилотне летелице, сателити у орбити ниске Земље и свемирско оружје лансирано од хиперсоничних летелица, беспилотних летелица и хиперсоничних орбиталних платформи.
Систем ће бити високо мобилан и имати ће брзу имплементацију. Стручњаци верују да могућности система могу утицати на међуконтиненталне балистичке ракете непријатеља на средњем и крајњем делу лета, али извештаји Алмаз-Антеја кажу да ће спољни циљни систем (РЛС Воронезх-ДМ и противракетни одбрамбени систем А-135). радар Дон-2Н) бити способан за пресретања делова средњег ранга лета непријатељских балистичких ракета, што је једна од последњих фаза пројекта С-500. Време реаговања овог система ће бити краће од 4 секунде (у поређењу са С-400 мање за 10 секунди).

## Компоненте
С-500 ће се састојати од:
- Ракетно возило 77P6, базирано на камиону BAZ-69096 10x10 камион
- 55K6MA и 85Zh6-2 командна места, заснована на BAZ-69092-12 6x6
- 91N6A(M) радар за управљање и борбу, модификација 91N6 (Велика птица) који вуче трактор BAZ-6403.01 8x8
- 96L6-TsP радар, унапређена верзија 96L6 на BAZ-69096 10x10
- 76T6 мултимод радар за ангажовање на BAZ-6909-022 8x8
- 77T6 АБМ ангажовани радар на BAZ-69096 10x10

## Извоз
Након споразума о куповини С-400 потписаног у октобру 2017. године, Турска је такође изразила интересовање за набавку ракетног система С-500. Према турском председнику Реџепу Тајипу Ердогану, Турска је спремна да размотри куповину С-500 у будућности.